# Carlos Navarrete y Romay
Carlos Navarrete y Romay, född den 28 december 1837 i Havanna, död där den 13 juni 1893, var en kubansk skald.
Navarrete y Romay utövade en tid advokatyrket i sin hemstad. Utom en massa artiklar för tidningar och tidskrifter utgav han Romances cubanos (1856), proverbet Antes que te cases mira lo que haces, lyriksamlingen Pasatiempos de la juventud (1865), vittnande om mycken lyrisk flykt, Las sombras de la tarde, La novia triste, Á Colón, Riqueza y pobreza med mera, som alla utmärks av lätt och behaglig stil och rent språk. 